# NGC 1463
NGC 1463 је спирална галаксија у сазвежђу Мрежица која се налази на NGC листи објеката дубоког неба.
Деклинација објекта је - 59° 48' 37" а ректасцензија 3h 46m 15,5s. Привидна величина (магнитуда) објекта NGC 1463 износи 13,3 а фотографска магнитуда 14,2. NGC 1463 је још познат и под ознакама ESO 117-9, IRAS 03453-5957, PGC 13807.